# Jakkenahalli, Gauribidanur
Jakkenahalli là một làng thuộc tehsil Gauribidanur, huyện Chikkaballapur, bang Karnataka, Ấn Độ.